# 楽天使
楽天使（らくてんし）は、1989年12月17日に登場した期間限定の女性アイドルグループ。1989年同日のイベントから活動を開始、1989年12月24日～27日まで、全国各地でクリスマスコンサート、1990年にはニューイヤーコンサートやイベントを行った。1990年1月9日の「歌のトップテン（NTV）」出演を最後に活動休止、事実上の解散となった。後に一度再結成をしている（後述）。

## メンバー
- 中山忍 （なかやま しのぶ、1973年1月18日 - ）
- 田山真美子 （たやま まみこ、1974年3月29日 - ）
- 河田純子 （かわだ じゅんこ、1974年11月22日 - ）

## 来歴・エピソード
メンバーの所属していたCBS・ソニー・ヤングポップス制作室が企画し、クリスマス企画物として登場させた、期間限定の女性アイドルグループである。キャッチフレーズは「クリスマスに天使が地上に舞い降りた」。3人ともそれぞれに既にアイドルとして個人の活動を行っていたなかで、期間限定で1つにまとめられた形のグループ。
リリース作品はシングル、アルバム、ビデオ各1作品ずつである。またアルバム用に書き下ろしたのは1曲のみで、その結果アルバムと言ってもソロの、しかもカバー曲ばかりになっている（これらの曲もCBS・ソニー所属の歌手のものが多い）。すなわち3人で一緒に歌う曲は1曲のみである（ただしコンサート＝ビデオではカバー曲であるが「ジングルベル・ロック」「ホワイト・クリスマス」を歌っている）。各々のメンバーは自身のオリジナル曲を持っているので、コンサートでは自身の歌を歌っている。
最初のステージでは、サンタクロースの衣装で登場、その後、背中に羽のつけた純白のミニドレス風ワンピースに衣替えをし、ソロ曲の時には、各自の衣装で歌った。
ステージでの基本的な立ち位置は、中央が中山で左右が河田、田山である。CDジャケットやグラビア等はランダム。
熊本でのステージでは準公式イベントでもあったため「立ち見」が警備員によって厳重に監視されていた。しかし3人はそのことを知らず、誰も立ち上がらないので、盛り上がらず、不思議に思ったと語っている。
大阪・御堂会館では中山自身が作詞をしたというMCに観客から野次・怒号が飛び、彼女は「話も聞いてくれないのか」と困り果てたが、めげずに歌った。
結成当初は3人とも自分以外の他の2人を見た目のイメージから、あまり喋らない静かな人だと予想していた。しかし話してみるとそのようなことはなく、すぐに打ち解け、移動のバスや電車内、宿泊したホテル等でも夜中まで3人で延々と喋っていた。
短期間の活動ではあったが、後に活動を振り返った座談会にて、「また、あの時に戻れないかな」「信頼しあえる人が出来た」「（芸能界での）ホントの友達が出来た」と3人は語っている。また、後に田山は雑誌の特集で仕事が無い休日の過ごし方について話す場面にて、「ホントはね、忍ちゃんや純子ちゃんと会えたりするといいんですけど」と漏らしている。
3人とも日出女子学園高校出身である。楽天使としての活動時は河田は中学生であり、受験生であった。河田の入学後は、中山が3年生、田山が2年生、河田が1年生という状態であったが、それぞれの仕事の時間がバラバラであり、学校にいない時間も多かったため、学内で会ったり・話したりする機会は、ほとんど無かったという。そのため、楽天使の活動後はお互いに文通や電話にて連絡を取り合ったと、後に田山は話している。
後に「七つ星」という期間限定グループが結成された際、内部ユニットとして楽天使は一度再結成をしている。

## 音楽

### シングル
- 『天使たちのシンフォニー』（1989年12月17日、CBS・ソニー）

1. 天使たちの序曲
  - （作曲・編曲：井上ヨシマサ）
  - ※「天使たちの序曲」は器楽曲とナレーション。
2. 天使たちのシンフォニー
  - （作詞：原真弓、作曲：井上ヨシマサ、編曲：鷺巣詩郎）

### アルバム
『楽天使』（1990年1月1日、CBS・ソニー、CSCL-1086）
※特別仕様（3Dプレート、タイムスリッププレート付）限定生産。
3Dプレートは、2枚の写真が見る角度により見えるものが異なる表面に縦溝の入った写真で、表は3人が空を飛んでいる様子、裏は各メンバーの現在と幼少期の姿を見ることができる
1. 天使たちのシンフォニー (WAI WAI VERSION) -唄：中山忍･河田純子･田山真美子
（作詞：原真弓、作曲：井上ヨシマサ、編曲：鷺巣詩郎）
2. 恋する夏の日 -唄：中山忍
（作詞：山上路夫、作曲：森田公一、編曲：杉山卓夫、天地真理のカバー）
3. 芽ばえ -唄：河田純子
（作詞：千家和也、作曲：筒美京平、編曲：中村哲、麻丘めぐみのカバー）
4. ともだち -唄：田山真美子
（作詞：有馬三恵子、作曲：筒美京平、編曲：西本明、南沙織のカバー）
5. 若葉のささやき -唄：中山忍
（作詞：山上路夫、作曲：森田公一、編曲：杉山卓夫、天地真理のカバー）
6. わたしの彼は左きき -唄：河田純子
（作詞：千家和也、作曲：筒美京平、編曲：中村哲、麻丘めぐみのカバー）
7. 潮風のメロディ -唄：田山真美子
（作詞：有馬三恵子、作曲：筒美京平、編曲：西本明、南沙織のカバー）

### ビデオ
『VIDEO THE　楽天使』（1990年CBSソニー） 
1. ジングルベル・ロック - 唄：河田純子・田山真美子・中山忍
2. Dreamin’ Read 14 - 唄：河田純子
3. HERO GIRL - 唄：河田純子
4. あの頃、ラスト・クリスマス
  - （作詞：麻生圭子、作曲：都志見隆、編曲：米光亮） - 唄：田山真美子
5. 青春のEVERGREEN
  - （作詞：麻生圭子、作曲：井上ヨシマサ、編曲：井上鑑） - 唄：田山真美子
6. 駈けてきた処女
  - （作詞：阿木燿子、作曲：井上陽水、編曲：佐藤準） - 唄：中山忍
7. 瞳を閉じれば - 唄：中山忍
8. ホワイトクリスマス - 唄：河田純子・田山真美子・中山忍
9. 天使たちのシンフォニー - 唄：河田純子・田山真美子・中山忍
  - 1989年12月17日の池袋サンシャイン劇場でのイベントを中心に、レコーディング風景・楽屋の様子・各地イベントの模様等を収録。

## 出演番組

### テレビ
- 「歌のトップテン」（1990年1月9日 日本テレビ）

### ラジオ
- 「イキイキ サンデースペシャル TEENS LIVE～クリスマスは一人で過ごせない」（同年12月24日 兼 熊本放送ラジオ公開録音）
- 「Hi Hi Hi X'mas Party '89楽天使スペシャル」（同年12月25日 兼 熊本放送ラジオ公開録音）
- 「ざまぁKANKAN!」（同年12月26日 YTV）
- FM広島インタビュー、RKBインタビュー、OBCコメント取材
- 「CREATIVE COMPANY 冨田和音株式会社」（同年12月27日 CBCラジオ公開録音）
- 「アイドルアカデミー」（FM静岡インタビュー）

## 新聞・雑誌等
- フクニチ新聞取材（同年12月24日）

## ライブステージ
- デビューイベント（同年12月17日  サンシャイン劇場）※ビデオ収録
  - 中山は奈落から登場
- 「熊本市制100周年記念協賛事業」（同年12月24日  熊本市流通情報会館）
  - 東京イベントとの構成の違い：ソロ･パートが1曲減って4曲となり、中山の登場がステージ中央になった、wアンコールはなし
- 「HiHiHi X’mas Party ‘89楽天使スペシャル」兼公開録音（同年12月25日  福岡電気ホール）
- 「（タイトル不明）」（同年12月26日  大阪  御堂会館）
- 「冨田和音株式会社」兼公開録音（同年12月27日  名古屋 FLEX HALL）2回公演（※1回目のみビデオ収録）

## その他の活動
- 『七つ星』（構成メンバー：楽天使（中山忍・河田純子・田山真美子）、宍戸留美、Lip's（吉村夏枝・加藤貴子・山本京子）。いずれもCBS・ソニー所属）7名からなるユニット。
  - 「リボン結びのWAKU WAKU」（1990年11月21日　作詞：谷穂ちろる、作曲：上田知華、編曲：清水信之）
    - 「七つ星」名義の曲。河田のソロパートが他の2人より1回多い。NHK「みんなのうた」で放送され、曲のみでなく、当人たちが出演した映像も人気が出た。

  - 「12月の特別な夜」（「リボン結びのWAKU WAKU」のB面　作詞：谷穂ちろる、作曲：TSUKASA、編曲：清水信之）
    - 「七つ星」名義。シングルのみでアルバム未収録。

  - 「天使たちのジングル・ベル-RAKUTENSHI STRIKES BACK!-」（作詞：原真弓、作曲：TSUKASA、編曲：西脇辰弥）
    - 「七つ星」のアルバム内で唯一の楽天使名義の曲。歌詞は主に「冬になったからもう一度戻ってきた」という内容になっている。